# Arctoperlaria
Arctoperlaria, jedan od dva podred kukaca obalčara. Sastoji se od dva živuća infrareda.
Podred je raširen po svim kontinentima

## Infraredovi
Euholognatha
- - Natporodica Nemouroidea Billberg, 1820
  - Porodica Scopuridae Uéno, 1935
- Systellognatha
  - Natporodica Perloidea Latreille, 1802
  - Natporodica Pteronarcyoidea Newman, 1853
  - Porodica †Petroperlidae